# Красне Селище (Гомельський район)
Красне Селище (біл. Чырвонае Селішча) — селище в Зябровській сільраді Гомельського району Гомельської області Білорусі.

## Географія

### Розташування
За 15 км на південний схід від Гомеля, за 1 км від залізничної станції Зябровка.

## Транспортна мережа
Автомобільна дорога Зябровка — Гомель.
У селищі 56 житлових будинків (2004).
Планування складається з 2 прямолінійних вулиць. Забудова двостороння, дерев'яні будинки садибного типу.

## Історія

### У складі Російської імперії
Заснований на початку XX століття переселенцями з сусідніх сіл.

### У складі БРСР (СРСР)
У 1926 році в Зябровській сільраді Носовицького району Гомельського округу. У 1931 році жителі вступили в колгосп.

#### Німецько-радянська війна
Під час німецько-радянської війни 12 жителів селища загинули на фронтах.

## Населення

### Чисельність
- 2004 — 56 дворів, 105 жителів.